# Yeniyurt, Dörtyol
Yeniyurt là một thị trấn thuộc huyện Dörtyol, tỉnh Hatay, Thổ Nhĩ Kỳ. Dân số thời điểm năm 2011 là 4.342 người.